# Rundhaus (Radebeul)
Das Rundhaus steht im Stadtteil Oberlößnitz des sächsischen Radebeul, im Augustusweg 80a. Das Wohnhaus steht heute unter Denkmalschutz.

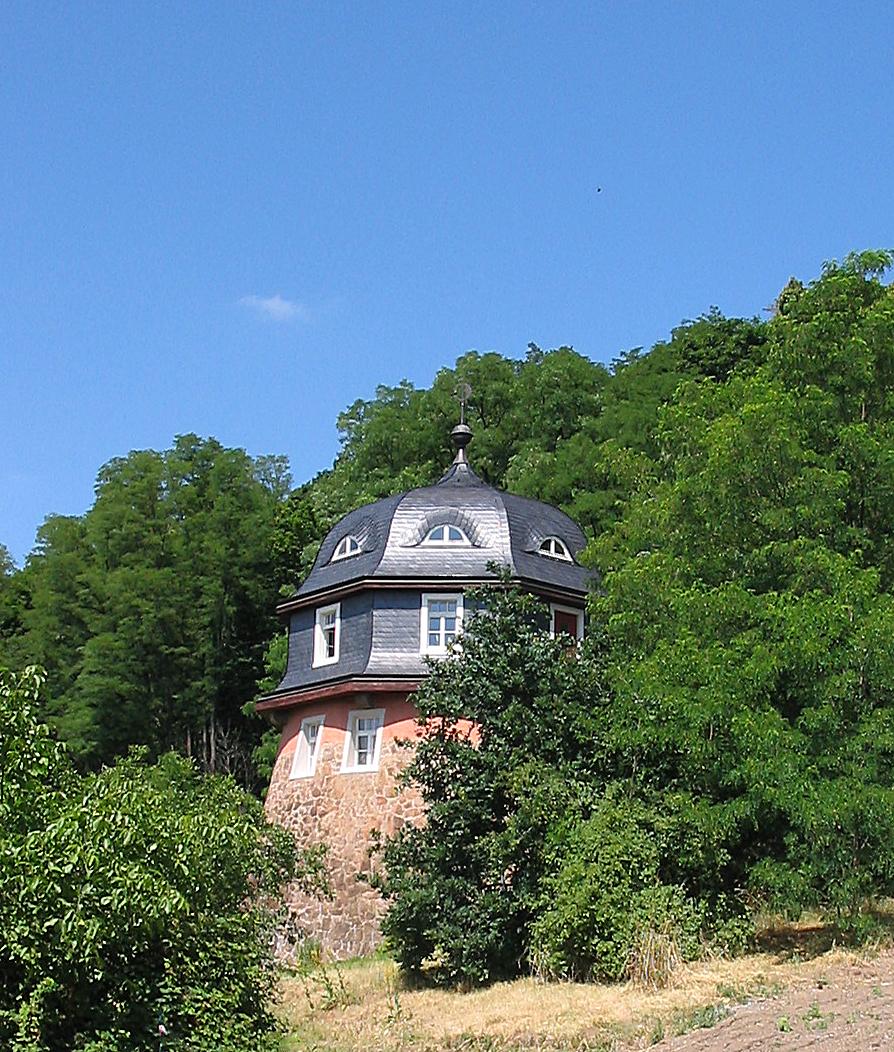
Rundhaus im Augustusweg

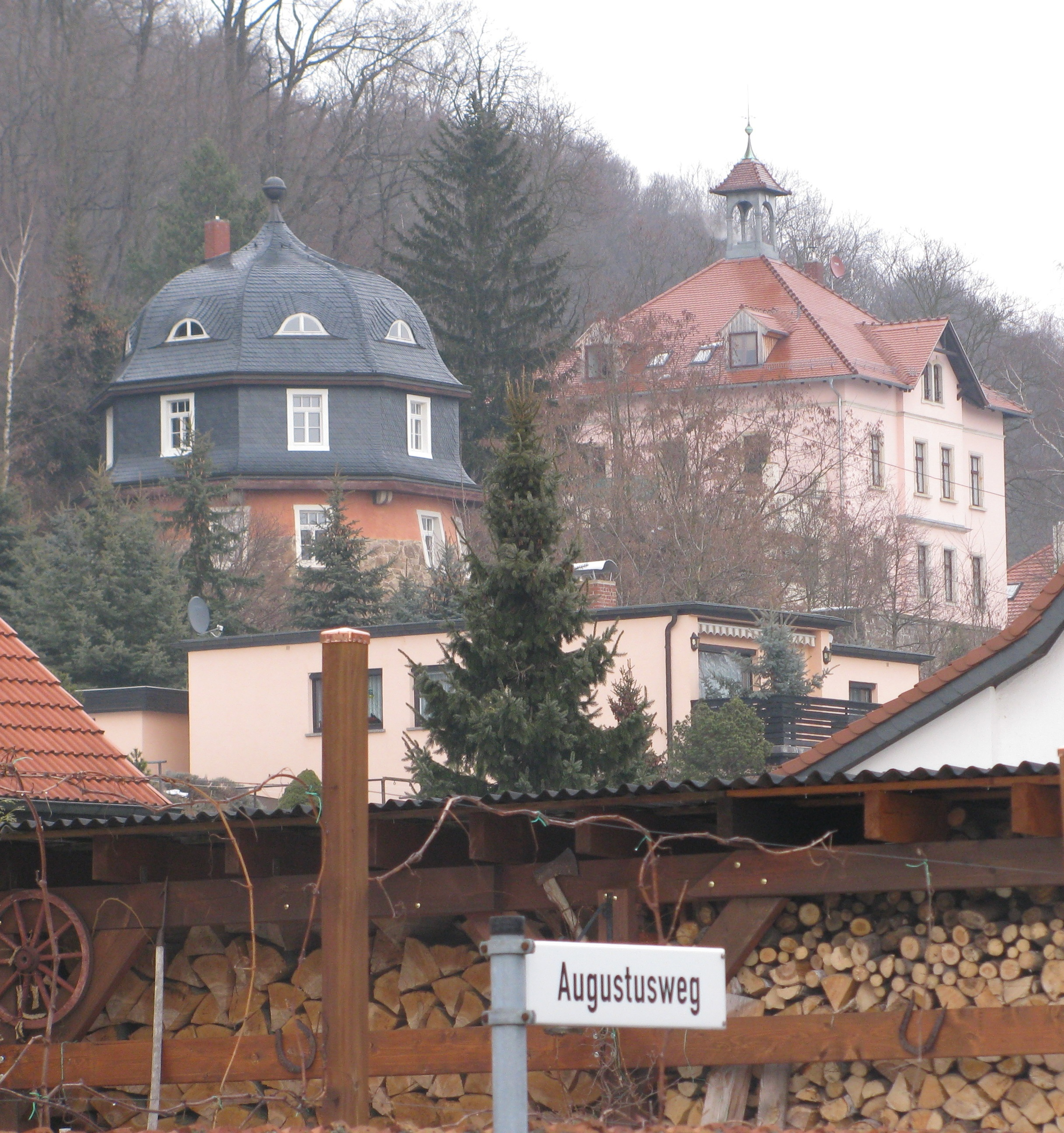
Rundhaus, daneben Augustusweg 88

## Beschreibung
Das turmähnliche Sommerhaus erhielt 1913 auf einem älteren (18./19. Jahrhundert) kegelstumpfen, bastionsartigen Bruchsteinsockel eine zweizonige, achteckige Haube, die heute mit Schiefer gedeckt ist. Im Dach befinden sich Fledermausgauben, obenauf ein Turmknauf. Der Zugang befindet sich seitlich von der Bergseite aus. Sowohl in der Haube als auch im Sockel befinden sich Fenster. Der Entwurf 1913 stammte von dem Radebeuler Architekten Max Herrmann.
Das mitten in einem verbuschten Weinberg gelegene Turmhaus ist über eine hohe Bruchstein-Stützmauer mit einem östlich gelegenen Wohnhaus (Augustusweg 88) verbunden. Das Gebäude wurde nach der Wende saniert.
Das Anwesen liegt im Denkmalschutzgebiet Historische Weinberglandschaft Radebeul und im Landschaftsschutzgebiet Lößnitz.